# Ducula badia
Il piccione imperiale montano o piccione imperiale di montagna (Ducula badia Raffles, 1822) è un uccello della famiglia dei Columbidi diffuso in tutta la regione orientale.

## Tassonomia
Comprende le seguenti sottospecie:
- D. b. cuprea (Jerdon, 1840) - India sud-occidentale;
- D. b. insignis Hodgson, 1836 - Himalaya centrale e orientale;
- D. b. griseicapilla Walden, 1875 - India nord-orientale, Cina sud-occidentale e meridionale, Indocina e Myanmar;
- D. b. badia (Raffles, 1822) - penisola malese, Sumatra, Borneo e Giava occidentale.